# سختکاری پوسته

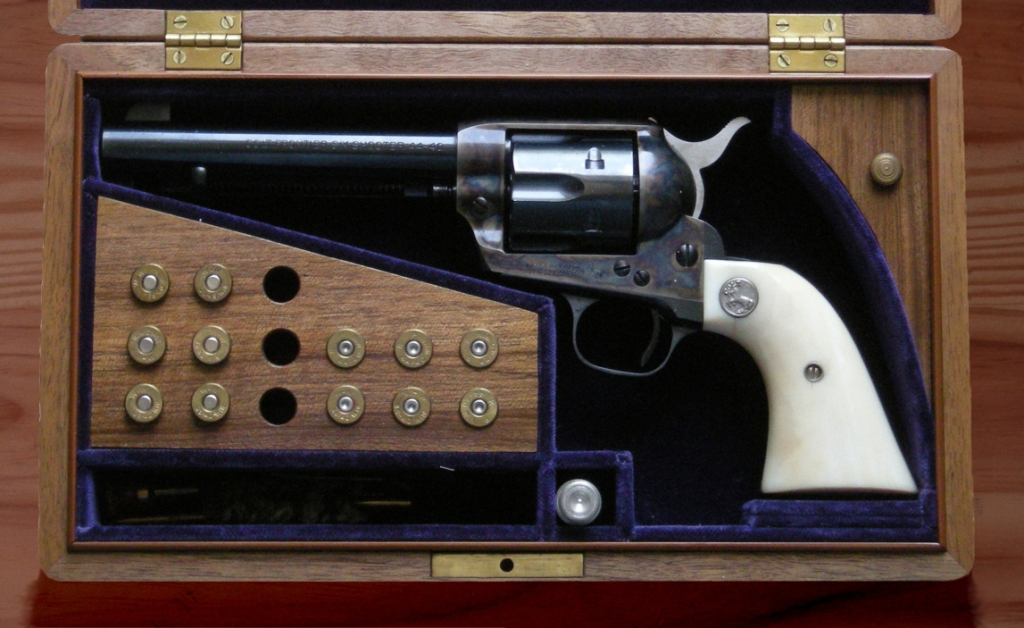
تغییرات رنگ بدنه اسلحه که به دلیل فرایند "سخت‌کاری پوسته" ایجاد شده‌است

سخت‌کاری پوسته یا سخت‌کاری سطح (به انگلیسی: Case hardening)، فرایند سخت شدن "سطح" یک شیء فلزی است، درحالی‌که عمق زیرین فلز نرم باقی می‌ماند. به این ترتیب یک لایه نازک فلزی سخت به نام "پوسته" در سطح تشکیل می‌شود. برای آهن یا فولاد کم‌کربن، که به‌خودی‌خود شکل‌پذیر و نرم است، برای فرایند سخت‌کاری پوسته، کربن یا نیتروژن اضافی به لایه سطحی افزوده می‌شود. سخت‌کاری سطحی معمولاً پس از تشکیل شکل نهایی قطعه انجام می‌شود، اما می‌توان برای افزایش سختی محتوای عناصر میله‌ها نیز از آن استفاده کرد تا در فرایند ساخت قطعات جوشکاری و فرایندهای مشابه استفاده گردد. اصطلاح "سخت‌کاری سطحی" همچنین برای توصیف این تکنیک، هنگام بحث در مورد زره‌های مدرن استفاده می‌شود.
سخت شدن برای اجزای فلزی که در معرض تماس با مواد سخت یا ساینده هستند، مطلوب است. زیرا فلز سخت شده در برابر سایش سطح مقاومت بیشتری دارد. با این حال، از آنجا که فلز سخت شده معمولاً شکننده تر از فلز نرمتر است، سخت شدن از طریق یکنواخت فلز در سراسر قطعه، همیشه انتخاب مناسبی نیست. در چنین شرایطی، سخت شدن ماده می‌تواند مولفه‌ای ایجاد کند که شکستگی ایجاد نکند (به دلیل هسته نرم که می‌تواند بدون ترک خوردگی تنش‌ها را جذب کند)، اما همچنین مقاومت سایشی کافی را روی سطح سخت شده ایجاد می‌کند.

## تاریخچه
در ذوب آهن اولیه از شمش‌هایی استفاده می‌شد که دو لایه ی فلز تولید می‌کردند: یکی از آنها دارای محتوای کربن بسیار کم بوده و دیگری با لایه ی بیرونی پر کربن می‌باشد. از آنجا که آهن پر کربن در هنگام نورد شکسته و خرد می‌شود، بدون ذوب کردن مفید نیستند. در نتیجه تا رواج محبوبیت نورد، ظرافت تا حد زیادی در غرب استفاده نشده است.  آهن فرفوژه تقریبا بدون کربن است. در نتیجه بسیار چکش‌خوار و شکل‌پذیر بوده و سخت نیست.

سخت شدن سطحی شامل بسته بندی آهن کم کربن در ماده‌ای پرکربن است و با گرم کردن آن باعث می‌شوند کربن روی لایه ی آهن کم کربن بنشیند(نفوذ کند) . این یک لایه ی سطحی نازک از فولاد کم کربن است که با محتوای کربن به تدریج از سطح فولادی کم کربن با یک لایه ی فولادی پرکربن که در برابر سایش مقاومت بیشتری دارد، ترکیب شده است.

اگر ماده ی کربن با ماده آلی مخلوط شده باشد، قسمت سخت شده ممکن است تغییر سطح متمایزی را از خود نشان دهد. این فولاد به طور قابل توجهی تیره می‌شود و یک الگوی خالدار از سیاه، آبی و بنفش را نشان می‌دهد. این ترکیب، ناشی از ترکیبات مختلفی می‌باشد که از ناخالصی‌های استخوان و زغال تشکیل شده است. این سطح اکسید، درجه‌ای از مقاومت را در برابر خوردگی ایجاد می‌کند.

فولاد سخت‌کاری شده، سختی و مقاومت فوق العاده را با هم ترکیب می‌کند، به طوری که با آلیاژهای همگن خیلی مطابقت ندارد. زیرا فولاد سخت، به تنهایی شکننده است.

## علم شیمی
کربن خود در دمای سخت‌کاری جامد است و بنابراین بی حرکت است. انتقال کربن به سطح فولاد، به صورت مونوکسیدکربن گاز بود که در اثر تجزیه ترکیب کربورزاسیون و اکسیژن بسته بندی شده در محفظه بسته تولید می‌شود. این کار با کربن خالص انجام می‌شود اما خیلی آهسته انجام می‌شود. اگرچه اکسیژن برای این فرآیند مورد نیاز است اما از طریق چرخه CO دوباره گردش می‌کند و بنابراین می‌توان آن را در داخل یک محفظه بسته انجام داد. آب بندی برای جلوگیری از نشت گاز CO یا اکسید شدن آن توسط بیش از حد هوای خارج به CO2 ضروری است.

افزودن کربنات به عنوان یک "انرژی‌زا"، باعث می‌شود به راحتی تجزیه شود. مانند کربنات باریم به BaO + CO2 تجزیه می‌شود و این واکنش را فعل پذیرتر می‌کند.
{\displaystyle {\ce {C + CO2 <=> 2 CO}}}
در گذشته، اگرچه در سخت‌کاری سطحی، از استخوان استفاده شده بود، اما ماده اصلی، کربن سم و شاخ بود. استخوان حاوی مقدار اندکی کربنات است، اما عمدتا فسفات کلسیم است (به عنوان هیدروکسیلاپاتیت). این اثر مفیدی برای تشویق تولید CO ندارد و همچنین می‌تواند فسفر را به عنوان ناخالصی به آلیاژ فولاد وارد کند.

## استفاده مدرن
هر دو فولاد کربنی و آلیاژی برای سخت‌کاری سطحی، مناسب هستند. از فولادهای نرم با محتوای کم کربن، معمولاً کمتر از 0.3٪ استفاده می‌شود (برای اطلاعات بیشتر به plain-carbon steel مراجعه کنید). این فولادهای نرم به دلیل کم کربن بودن، معمولا قابل سخت‌کاری نیستند. بنابراین سطح فولاد برای افزایش سختی پذیری تغییر شیمیایی داده است. فولاد مورد سخت شده با انتشار کربن (کربوراسیون)، نیتروژن (نیترید کردن) و یا بور (بورینگ) به لایه خارجی فولاد در دمای بالا و سپس عملیات حرارتی لایه سطح تا سختی مورد نظر تشکیل می‌شود.
اصطلاح سخت‌کاری سطحی از کاربردهای خودکار کربوراسیون، که در اصل همان فرآیند باستان است، گرفته شده است. قطعه کار فولادی داخل یک محفظه ی بسته محکم با یک ترکیب سخت‌کاری کربن قرار می‌گیرد. این مجموعه در مجموع به عنوان یک بسته کرباس کننده (carburizing pack) شناخته می‌شود. بسته را برای مدت زمان متغیری درون کوره داغ قرار می‌دهند. زمان و دما تعیین می‌کند که تا چه اندازه در عمق سطح سخت شود. با این حال، عمق سخت شدن در نهایت به دلیل عدم توانایی انتشار کربن در فولاد جامد محدود می‌شود و عمق معمول سخت شدن سطح با این روش تا 1.5 میلی متر است. 
در کربوهیدرات مدرن از تکنیک‌های دیگری نیز استفاده می‌شود، مانند گرمایش در جو غنی از کربن. اشیا کوچک ممکن است با گرم شدن مکرر با مشعل و خاموش شدن در محیط غنی از کربن، سخت شوند. فرمولاسیون‌های قدیمی این ترکیبات حاوی ترکیبات بالقوه سمی سیانید هستند . 

## فرآیندها

### تابش یا سخت شدن القایی

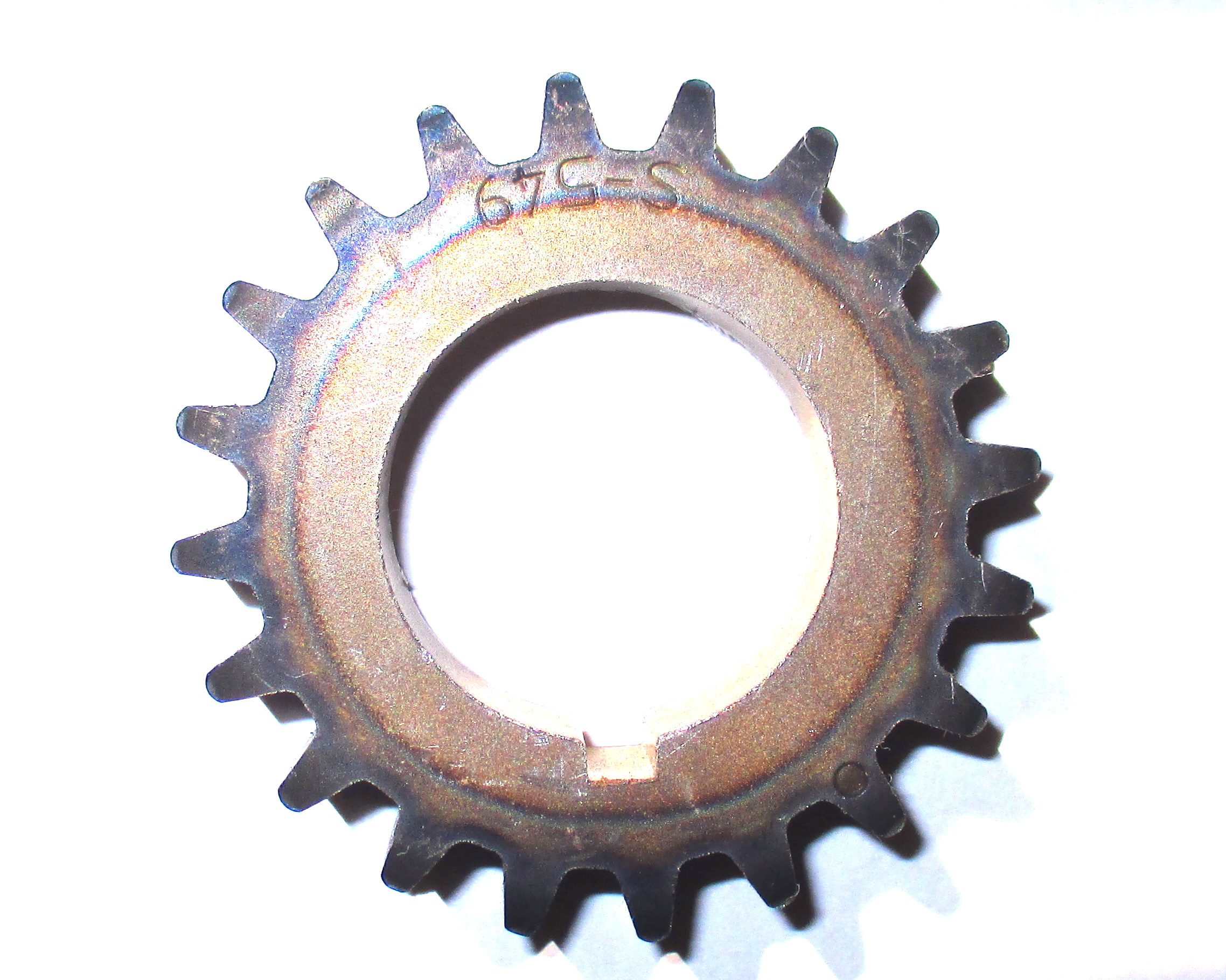
یک چرخ دنده سخت شده با شعله. تغییر رنگ اطراف دندان ناحیه‌ای را مشخص می‌کند که به سرعت گرم شده و سپس خاموش می‌شود.

تابش یا سخت شدن القایی، فرایندی است که در آن سطح فولاد خیلی سریع و در دمای بالا گرم می‌شود (با استفاده مستقیم از شعله گاز اکسیژن یا گرمایش القایی) سپس سریعاً سرد می‌شود، به طور کلی با استفاده از آب. این "مورد" مارتنزیت را در سطح ایجاد می‌کند. مقدار کربن 0.3-0.6 درصد وزنی C برای این نوع سخت شدن مورد نیاز است.

کاربردهای این فرآیند، معمولا برای قفل و چرخ دنده و ... است، جایی که لایه بیرونی سخت شده است تا در برابر بارگذاری مقاوم باشد و چرخ دنده‌های مکانیکی، که در آن به سطوح مش چرخ دنده برای حفظ عمر طولانی نیاز است و برای حفظ دوام و مقاومت در برابر خرابی، مقاومت لازم است. سخت شدن شعله از برخورد مستقیم شعله گاز اکسیژن به سطح مشخص شده استفاده می‌کند. نتیجه فرآیند سخت شدن توسط چهار عامل کنترل می‌شود:
- طراحی سر شعله
- مدت زمان گرم شدن
- دمای مورد نظر برای رسیدن به خواسته
- ترکیب فلز تحت درمان

### کربوره کردن
کربوره کردن فرآیندی است که برای سخت‌کاری سطحی فولاد با محتوای کربن بین 0.1 تا 0.3 درصد وزنی C استفاده می‌شود. در این فرآیند، فولاد برای مدت زمان مشخصی به یک محیط غنی از کربن در دمای بالا وارد می‌شود و سپس خاموش می‌شود به صورتی که کربن در ساختار، قفل شده است (قرار گرفته است). یکی از روشهای ساده این است که مرتباً یک قطعه را با یک مشعل استیلن با شعله‌ای غنی از سوخت گرم کنید و در یک مایع غنی از کربن مانند روغن خاموش کنید.

کربوراسیون یک فرآیند کنترل شده با انتشار است، بنابراین هرچه فولاد در محیط غنی از کربن بیشتر نگه داشته شود، نفوذ کربن بیشتر خواهد بود و محتوای کربن بالاتر است. بخش کربوره دارای محتوای کربن به اندازه کافی بالا است که می‌تواند از طریق شعله یا سخت شدن القایی دوباره سخت شود.

کربن می‌تواند از یک منبع جامد، مایع یا گازی حاصل شود. اگر از یک منبع جامد حاصل شود، فرآیند کاربوریزاسیون بسته نامیده می‌شود. بسته بندی قطعات فولادی کم کربن با یک ماده کربنی و گرم شدن برای مدتی کربن را به لایه‌های خارجی منتقل می‌کند. یک دوره حرارت چند ساعته ممکن است یک لایه پر کربن با ضخامت حدود یک میلی متر ایجاد کند.

کربورسازی مایع شامل قرار دادن قطعات در حمام ماده حاوی کربن مذاب، اغلب یک سیانور فلز است. کربورسازی گاز شامل قرار دادن قطعات در کوره نگهداری شده با فضای داخلی غنی از متان است.

### نیتریک کردن
نیتریدینگ در جو گاز آمونیاک و آمونیاک جدا شده، قسمت فولادی را به 482-621 درجه سانتی گراد (900-1150 درجه فارنهایت) گرم می‌کند. زمانی که این قسمت در این محیط می‌گذرد عمق سطح را تعیین می‌کند. سختی با تشکیل نیترید حاصل می‌شود. برای کارایی این روش باید عناصر تشکیل دهنده نیترید وجود داشته باشد. این عناصر شامل کروم، مولیبدن و آلومینیوم هستند. مزیت این فرآیند این است که باعث ایجاد عاج کمی می‌شود، بنابراین می‌توان قطعه را پس از سرکوب، خوی و ماشین کاری سخت کرد. پس از نیترید کردن هیچ خنک سازی انجام نمی‌شود.

### سیانور شدن
سیانورینگ یک فرایند سخت شدن مورد است که سریع و کارآمد است. عمدتا در فولادهای کم کربن استفاده می‌شود. این قسمت در یک وان سیانور سدیم تا دمای 951- 871 درجه سانتیگراد (1600-1750 درجه فارنهایت) گرم می‌شود و سپس خاموش می‌شود و در آب یا روغن شستشو می‌شود تا سیانور باقیمانده از بین برود.

{\displaystyle {\ce {2NaCN + O2 -> 2NaCNO}}}
{\displaystyle {\ce {2NaCNO + O2 -> Na2CO3 + CO + N2}}}
{\displaystyle {\ce {2CO -> CO2 + C}}}

این فرآیند پوسته‌ای نازک و سخت (بین 0.25 تا 0.75 میلی متر، 0.01 تا 0.03 اینچ) تولید می‌کند که سخت تر از محصول تولید شده توسط کربوره سازی است و می‌تواند در مدت زمان 20 تا 30 دقیقه نسبت به چندین ساعت تکمیل شود، بنابراین قطعات فرصت کمتری دارند تحریف می‌شوند. به طور معمول در قطعات کوچک مانند پیچ و مهره، مهره، پیچ و چرخ دنده‌های کوچک استفاده می‌شود. اشکال عمده سیانیدینگ، سمی بودن نمک‌های سیانور است.

### کربنیترید کردن
کربن نیتریدینگ مشابه سیانید است اما جو گازی آمونیاک و هیدروکربن به جای سیانور سدیم استفاده می‌شود. اگر قطعه بخواهد خرد شود، باید آن را تا 775-885 درجه سانتیگراد (1427-1625 درجه فارنهایت) گرم کنیم. در غیر اینصورت، قطعه تا دمای 649–788 درجه سانتیگراد (1200 - 1،450 درجه فارنهایت) گرم می‌شود.

### نیتروکربوریزاسیون فریتی
نیتروکربوریزاسیون فریتی بیشتر نیتروژن و مقداری کربن را در یک قطعه کار زیر دمای بحرانی، تقریباً 650 درجه سانتیگراد (1202 درجه فارنهایت) منتشر می‌کند. در دمای بحرانی ریزساختار قطعه کار به فاز آستنیت تبدیل نمی‌شود، بلکه در فاز فریت باقی می‌ماند، به همین دلیل به آن نیتروکربوریزاسیون فریتی می‌گویند.

## کاربردها
قطعاتی که تحت فشارهای زیاد و ضربه‌های شدید قرار دارند، هنوز هم معمولاً سخت‌کاری سطحی می‌شوند. به عنوان مثال می‌توان به پین های شلیک و صورت پیچ و مهره تفنگ یا میل بادامک موتور اشاره کرد. در این موارد، سطوح مورد نیاز سختی ممکن است به صورت انتخابی سخت شوند و قسمت عمده قطعه را در حالت سخت اولیه خود باقی بگذارند.

اسلحه گرم در گذشته سخت‌کاری سطحی می‌شد، زیرا نیاز به ماشین‌کاری دقیق داشت که به بهترین وجه روی آلیاژهای کربن کم انجام شود، اما به سختی و مقاومت در برابر سایش آلیاژ کربن بالاتر احتیاج داشت. بسیاری از نمونه‌های مدرن اسلحه گرم قدیمی، به ویژه گردان‌های تک کنه، هنوز هم با قاب‌های سخت مورد استفاده قرار می‌گیرند، یا با رنگ آمیزی مورد، که الگوی لکه به جا مانده از زغال سنتی و سخت شدن مورد استخوان را شبیه‌سازی می‌کند.

یکی دیگر از کاربردهای معمول سخت شدن مورد در پیچ‌ها، به ویژه پیچ‌های اتومات است. برای اینکه پیچ‌ها بتوانند مواد دیگری مانند فولاد را حفاری، برش داده و به آن ضربه بزنند، باید نقطه مته و رشته‌های تشکیل دهنده سخت تر از ماده (های) حفاری باشد. با این حال، اگر کل پیچ به طور یکنواخت سخت شود، بسیار شکننده می‌شود و به راحتی می‌شکند.
این امر با اطمینان از اینکه فقط سطح سخت شده و هسته نسبتاً نرم‌تر و در نتیجه شکننده‌تر می‌شود برطرف می‌شود. برای پیچ‌ها و اتصال‌دهنده‌ها، سخت‌شدن مورد با یک عملیات حرارتی ساده شامل حرارت دادن و سپس خنک سازی حاصل می‌شود.
برای جلوگیری از سرقت، قفل‌ها و زنجیرهای قفل برای مقاومت در برابر برش، سخت و محکم می‌شوند، در حالی که برای مقاومت در برابر ضربه، در داخل شکننده‌تر می‌مانند. از آنجا که ماشین آلات سازه‌های سخت شده سخت هستند، به طور کلی قبل از سخت شدن شکل می‌گیرند.

## جستار‌های وابسته
- عملیات حرارتی موضعی
- مهندسی سطح
- ساچمه‌زنی
- سخت‌کاری سطحی با لیزر